# (2810) Lev Tolstoj
(2810) Lev Tolstoj ist ein Asteroid des Hauptgürtels, der am 13. September 1978 vom russischen Astronomen Nikolai Stepanowitsch Tschernych am Krim-Observatorium in Nautschnyj (IAU-Code 095) entdeckt wurde.
Der Asteroid gehört zur Eunomia-Familie, einer nach (15) Eunomia benannten Gruppe, zu der vermutlich fünf Prozent der Asteroiden des Hauptgürtels gehören.
(2810) Lev Tolstoj wurde nach dem russischen Schriftsteller Lew Nikolajewitsch Tolstoi (1828–1910) benannt, dessen Hauptwerke Krieg und Frieden und Anna Karenina Klassiker des realistischen Romans sind.